# Paramount International Networks
Paramount International Networks (PIN) est une division de média de masse internationale propriété du conglomérat américain Paramount Global et créée en 1971. Cette division supervise la production, la diffusion et la promotion de ses marques en dehors des États-Unis. Ces marques comprennent Paramount Network, Comedy Central, MTV, Nickelodeon et BET, ainsi que les chaînes de la marque CBS détenues en copropriété avec AMC Networks International.
PIN détient également une participation de 30 % dans le studio d'animation Rainbow S.p.A. en Italie de 2011 à 2023 et une participation (majoritaire, puis minoritaire) dans Viacom18, une coentreprise indienne avec son partenaire national TV18, de 2007 à 2024.

## Liste des chaînes déclinées dans le monde

### Channel 5
- Channel 5
- 5Select
- 5Spike
- 5Star
- 5USA

### Chilevisión
- Chilevisión

### Black Entertainment Network
- BET Afrique
- BET France
- BET Corée du Sud
- BET Royaume-Uni et Irlande

### Colors TV
- Colors HD
- Colors Bengla
- Colors Gujarati
- Colors Kannada (HD)
- Colors Marathi (HD)
- Colors Rishtey
- Colors Tamil (HD)
- Colors Odia
- Colors Infinity (HD)
- Colors Super

### Comedy Central
- Comedy Central Asie
- Comedy Central Arabie
- Comedy Central Afrique
- Comedy Central Australie et Nouvelle-Zélande
- Comedy Central Belgique
- Comedy Central Brésil
- Comedy Central Danemark
- Comedy Central Allemagne / Suisse / Autriche
- Comedy Central Hongrie
- Comedy Central Inde
- Comedy Central Israël
- Comedy Central Italie
- Comedy Central Amérique Latine
- Comedy Central Pays-Bas
- Comedy Central Norvège
- Comedy Central Pologne
- Comedy Central Roumanie
- Comedy Central Espagne
- Comedy Central Suède
- Comedy Central Royaume-Uni et Irlande
- Comedy Central France

### Music Television
- MTV Afrique
- MTV Australie et Nouvelle-Zélande
- MTV Belgique
- MTV Brésil
- MTV Canada
- MTV Mandarin
- MTV Danemark
- MTV Finlande
- MTV France
- MTV Allemagne
- MTV Hongrie
- MTV Inde
- MTV Irlande
- MTV Israël
- MTV Italie
- MTV Japon
- SBS MTV (Corée du Sud)
- MTV Pays-Bas
- MTV Norvège
- MTV Pologne
- MTV Portugal
- MTV Roumanie
- MTV Russie
- MTV Asie du Sud-Est
- MTV Espagne
- MTV Suède
- MTV Suisse
- MTV Thaïlande
- MTV Royaume-Uni
- MTV Vietnam

### Network 10
- Ten Network Holdings Limited
- Network 10
- 10 Peach
- 10 Bold
- 10 HD
- 10 Play
- 10 Daily
- 10 All Access
- Spree TV

### Nickelodeon
- Nickelodeon Arabia
- Nickelodeon Australie et Nouvelle-Zélande
- Nickelodeon Wallonie
- Nickelodeon Brésil
- Nickelodeon Bulgarie
- Nickelodeon Canada
- Nickelodeon Chine
- Nickelodeon Croatie
- Nickelodeon République Tchèque
- Nickelodeon Danemark
- Nickelodeon Finlande
- Nickelodeon France
- Nickelodeon Allemagne
- Nickelodeon Grèce
- Nickelodeon Hongrie
- Nickelodeon Inde
- Nickelodeon Israël
- Nickelodeon Italie
- Nickelodeon Japon
- Nickelodeon Malaisie
- Nickelodeon Pays-Bas
- Nickelodeon Norvège
- Nickelodeon Pakistan
- Nickelodeon Philippines
- Nickelodeon Pologne
- Nickelodeon Portugal
- Nickelodeon Roumanie
- Nickelodeon Russie
- Nickelodeon Serbie
- Nickelodeon Amérique latine
- Nickelodeon Asie du Sud
- Nickelodeon Afrique du Sud
- Nickelodeon Corée du Sud
- Nickelodeon Espagne
- Nickelodeon Suède
- Nickelodeon Suisse
- Nickelodeon Turquie
- Nickelodeon Royaume-Uni et Irlande

### Nick Jr.
- Nick Jr. Australie
- Nick Jr. Croatie
- Nick Jr. Allemagne
- Nickelodeon Junior
- Nick Jr. Grèce
- Nick Jr. Hongrie
- Nick Jr. Inde
- Nick Jr. Israël
- Nick Jr. Italie
- Nick Jr. Pays-Bas
- Nick Jr. Pologne
- Nick Jr. Portugal
- Nick Jr. Serbie
- Nick Jr. Espagne
- Nick Jr. Allemagne / Suisse / Autriche
- Nick Jr. Turquie
- Nick Jr. Wallonie

### Nicktoons
- Nicktoons Arabie
- Nicktoons Allemagne / Suisse / Autriche
- Nicktoons Pays-Bas
- Nicktoons Royaume-Uni et Irlande

### TeenNick
- TeenNick Allemagne
- TeenNick Inde
- TeenNick Italie
- Nickelodeon Teen

### Paramount Channel
- Paramount Channel Arabie
- Paramount Channel Asie
- Paramount Channel Brésil
- Paramount Channel Espagne[3]
- Paramount Channel France[3]
- Paramount Channel Hongrie[3]
- Paramount Channel Pologne
- Paramount Channel Roumanie
- Paramount Channel Russie[3]

### Paramount Network
- Paramount Network Espagne
- Paramount Network Royaume-Uni
- Paramount Network Italie
- Paramount Network Danemark
- Paramount Network Suède

### Spike
- Spike Australie
- RTL Spike
- Spike Italie
- Spike Pays-Bas
- Spike Russie
- 5Spike

### Telefe
- Telefe
- Telefe Internacional

### VH1
- VH1 Danemark
- VH1 Europe
- VH1 Inde
- VH1 Italie
- VH1 Amérique latine
- VH1 Royaume-Uni et Irlande